# Yellow Lake
Yellow Lake, jedno od sela Chippewa Indijanaca, utemeljno oko 1740. na jezeru Yellow Lake, na području današnjeg okruga Burnett, u saveznoj američkoj državi Wisconsin. Spominje ga Warren (1852) u Minn. Hist. Soc. Coll., v. 171, 1885